# 아민
| 1차 아민 | 2차 아민 | 3차 아민 |
| -------- | -------- | -------- |
| 1차 아민 | 2차 아민 | 3차 아민 |

아민(영어: amine)은 염기로 질소 원자에 비공유전자쌍을 가진 유기 화합물과 작용기를 말한다. 암모니아의 유도체로서, 수소 원자가 들어갈 자리가 알킬기나 아릴기 같은 치환기로 대체된 형태이다. 중요한 아민에는 아미노산, 생체아민, 트리메틸아민, 아닐린 등이 있다. 클로라민(NClH2) 등 암모니아의 비유기 유도체 역시 아민이라 한다.

## 같이 보기
- 생체 아민
- 이민 (화학)
- 유기화학의 IUPAC 명명법